# Colgar harum
Colgar harum är en insektsart som beskrevs av Medler 2000. Colgar harum ingår i släktet Colgar och familjen Flatidae. Inga underarter finns listade i Catalogue of Life.